# 78
Năm 78 là một năm trong lịch Julius. 